# Jouet optique

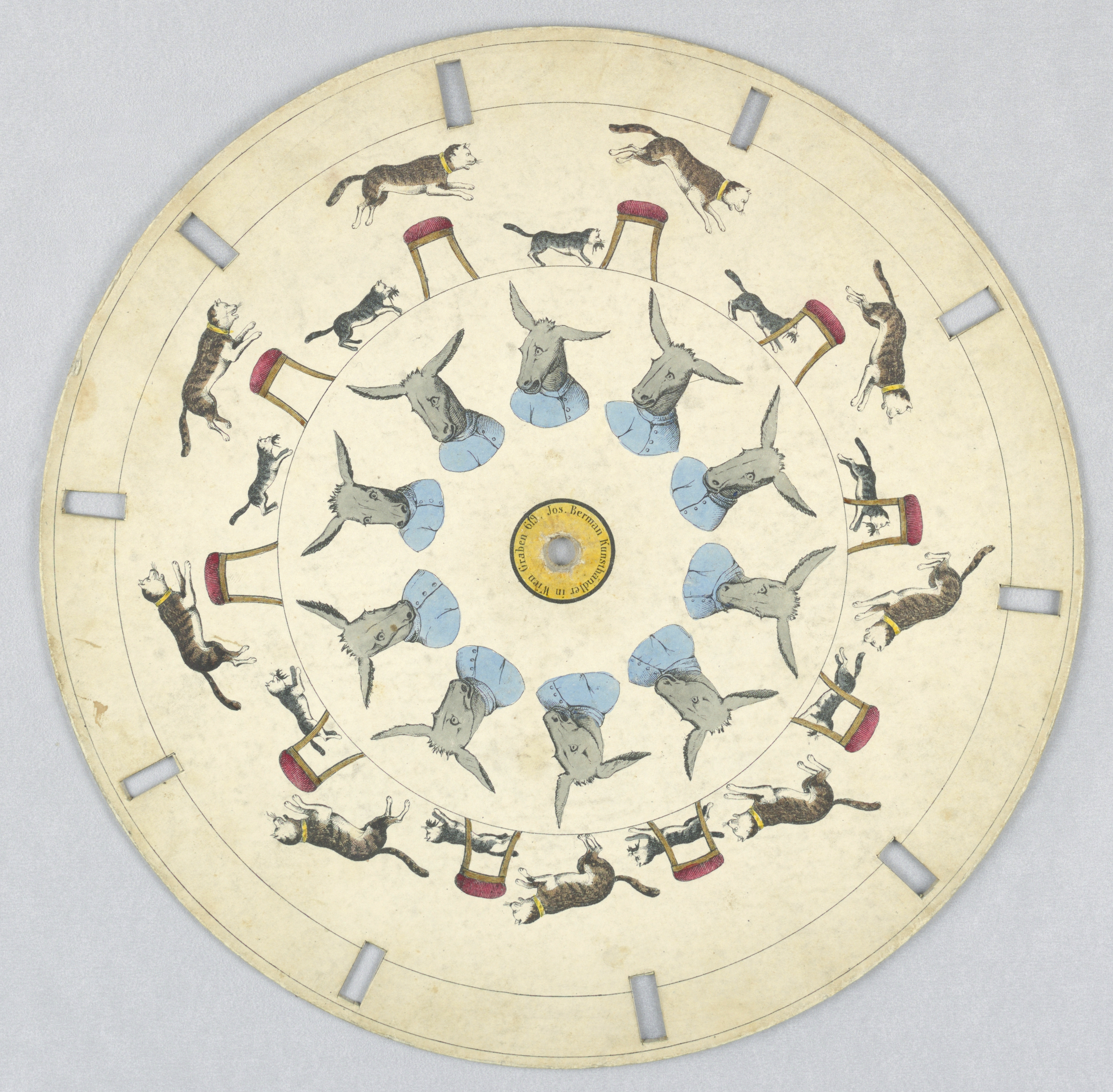
Un exemple de jouet optique : le phénakistiscope.

Le jouet optique est un objet qui utilise l'illusion optique. Manipulable, il crée l'illusion du mouvement ou du relief.
C'est au XIXe siècle que se sont développées les créations de jouets, parallèlement aux découvertes scientifiques, notamment la persistance rétinienne. Ainsi, de nombreuses techniques ont été mises au point pour appliquer cette théorie. Des brevets d'inventions ont été déposés et les objets commercialisés, pour le plaisir des yeux.
Ces inventions sont tout de même un peu plus que de simples jouets, elles font partie intégrante de la période du précinéma : de la création du cinéma. Ce dernier étant leur aboutissement.
On retrouve aujourd'hui ces jouets dans la démarche pédagogique car ils associent l'apprentissage d'un savoir à une activité ludique.

## Quelques jouets optiques
- Folioscope
- Phénakistiscope
- Praxinoscope
- Praxinoscope-théâtre
- Thaumatrope
- Zootrope (en anglais Zoetrope, auquel Francis Ford Coppola et George Lucas ont fait référence en baptisant leur maison de production American Zoetrope)
- Zoopraxiscope